# 塩基対

グアニン-シトシン対

アデニン-チミン対

塩基対（えんきつい、英: base pair、bp）とは、デオキシリボ核酸の2本のポリヌクレオチド分子が、アデニン (A) とチミン (T)（もしくはウラシル (U)）、グアニン (G) とシトシン (C) という決まった組を作り、水素結合で繋がったもの。この組み合わせはジェームズ・ワトソンとフランシス・クリックが発見したもので、「ワトソン・クリック型塩基対」「天然型塩基対」と言う。DNA や RNA の場合、ワトソン・クリック型塩基対が形成しさらに隣り合う塩基対の間に疎水性相互作用がはたらくことが、二重らせん構造が安定化する駆動力となっている。
これに対して、DNAが三重鎖を作るときなどには「フーグスティーン型塩基対」という別のパターンの塩基対も現れる。テロメア配列が持つ四重鎖構造、G-カルテットもフーグスティーン型の構造をとっている。さらに人工的に合成したATGC以外の塩基を使って、特別な塩基対を作り出すことも可能である。
インターカレーションとは、平面状の部位を持つ有機分子（インターカレーター）が、2個の塩基対の間にその平面部位を挿入する現象を指す。臭化エチジウムはインターカレーターの代表例である。

## 単位
塩基対 (bp) は遺伝子やDNA断片の大きさを表す単位のようにも使われ、「ヒトゲノムのサイズは 3 Gbp（ギガベースペア、30億塩基対）」「大腸菌ゲノムのサイズは 4.8 Mbp（メガベースペア、480万塩基対）」という言い方をする。デオキシリボヌクレオチドの平均分子量はおよそ 327 であり、脱水重合で 1塩基対あたり水 2分子が抜けることなどを考慮すると、塩基対の大きさに 616 をかけることでおおよその分子量が求められる。現実のDNA分子では、GC含量や化学修飾などさらに複雑な要因が関与するため、脱水重合すら考慮せず、およそ 660 と見なして計算する場合も非常に多い。非常に大まかな換算でよければ、 1 Gbp のDNA 1分子がおよそ 1pgに相当する。